# Aeromonadales
Aeromonadales es un orden de Proteobacteria que comprende seis géneros en dos familias.
- Datos: Q489845
- Multimedia: Aeromonadales / Q489845
- Especies: Aeromonadales